# Ciro Muro
Ciro Muro (Nápoles, Italia, 9 de marzo de 1964) es un exfutbolista y entrenador italiano. Se desempeñaba como mediocampista.

## Trayectoria

### Como jugador
Se formó en las categorías inferiores del Napoli y debutó con el primer equipo en 1984, jugando un partido contra la Roma. Luego fue cedido al Monopoli (Serie C1), donde jugó todos los 34 partidos de la liga marcando 5 goles.
La temporada siguiente volvió a la Serie A, vistiendo la camiseta nerazzurra del Pisa: gracias a sus buenas actuaciones con los toscanos (4 tantos en 29 partidos), convenció al Napoli para que lo llamara otra vez a sus filas. Era la temporada del primer scudetto de los napolitanos (1986/87), y Muro dio su contribución al conjunto azzurro como vice de Maradona, con 11 presencias y 1 gol contra el Ascoli. Más importante fue su contribución en la victoria de la Copa de Italia, marcando un gol en la final de ida contra el Atalanta.
En 1987 fue contratado por el Lazio, que en ese entonces militaba Serie B y tenía el objetivo de un rápido ascenso a la máxima categoría del Calcio. Al final de la temporada el objetivo fue conseguido y Muro se quedó otro año con el conjunto romano en Serie A.
Desde 1989 a 1993 jugó en Serie B con Cosenza, Messina y Taranto. Luego jugó dos temporadas en Serie C1 con la camiseta del Ischia Isolaverde (58 partidos y un gol) y dos temporadas en Serie C2 con el Albanova (54 presencias y 10 tantos), con un breve paréntesis en el Matera de la Serie C2. También vistió la camiseta de equipos de Campania como Sant'Anastasia, Casertana, Viribus Unitis y Pomigliano. Concluyó su carrera en el Manduria de la Serie D.

### Como entrenador
En el verano de 2009 fue contratado como entrenador de la categoría Berretti del Napoli. En agosto de 2010 fue nombrado técnico de la categoría Allievi Nazionali y, en agosto de 2011, de la categoría Giovanissimi Nazionali del Napoli.
En 2012 se convirtió en el técnico del club Mariano Keller de Nápoles, que militaba en la Serie D. Posteriormente, fue el entrenador de la Puteolana hasta dimitir en enero de 2015.

## Clubes

### Como jugador
| Club                        | País   | Año       |
| --------------------------- | ------ | --------- |
| S. S. C. Napoli             | Italia | 1983-1984 |
| A.C. Monopoli (cedido)      | Italia | 1984-1985 |
| Pisa Calcio (cedido)        | Italia | 1985-1986 |
| S. S. C. Napoli             | Italia | 1986-1987 |
| S.S. Lazio                  | Italia | 1987-1989 |
| Cosenza Calcio              | Italia | 1989-1990 |
| A.C.R. Messina              | Italia | 1990-1991 |
| Taranto F.C.                | Italia | 1991-1993 |
| A.S. Ischia Isolaverde      | Italia | 1993-1995 |
| S.C. Albanova               | Italia | 1995-1996 |
| F.C. Matera                 | Italia | 1996      |
| S.C. Albanova               | Italia | 1996-1997 |
| A.C. Sant'Anastasia         | Italia | 1997-1998 |
| Casertana F.C.              | Italia | 1998-1999 |
| Polisportiva Viribus Unitis | Italia | 1999-2001 |
| G.S. Pomigliano Calcio      | Italia | 2001      |
| U.G. Manduria Sport         | Italia | 2001      |

### Como entrenador
| Club                                   | País   | Año       |
| -------------------------------------- | ------ | --------- |
| Casertana F.C.                         | Italia | 1999      |
| G.S. Pomigliano Calcio                 | Italia | 2003-2004 |
| S. S. C. Napoli Berretti               | Italia | 2009-2010 |
| S. S. C. Napoli Allievi Nazionali      | Italia | 2010-2011 |
| S. S. C. Napoli Giovanissimi Nazionali | Italia | 2011-2012 |
| S. S. C. Napoli Allievi Nazionali      | Italia | 2012-2013 |
| A.S.D. Mariano Keller                  | Italia | 2013-2014 |
| S.S.D. Puteolana 1902 Internapoli      | Italia | 2014-2015 |

## Palmarés

### Campeonatos nacionales
| Título         | Club            | País   | Año     |
| -------------- | --------------- | ------ | ------- |
| Serie A        | S. S. C. Napoli | Italia | 1986-87 |
| Copa de Italia | S. S. C. Napoli | Italia | 1986-87 |

### Copas internacionales
| Título       | Club | País   | Año  |
| ------------ | ---- | ------ | ---- |
| Copa Mitropa | Pisa | Italia | 1986 |